# Pivovar Topvar
Pivovar Topvar je slovenský pivovar se sídlem v Topoľčanech. Spolu s pivovarem Šariš byl členem druhé největší pivovarnické společnosti na světě SABMiller (od roku 2006 do 2016) Nyní ho vlastní firma Asahi.
Pivovar Topvar se začal stavět v roce 1957 a dokončen byl v roce 1964, sladovnu zprovoznili už v roce 1960. V první polovině 90. let 20. století byl privatizován. Dnes má 11% podíl na slovenském trhu s pivem (prodává více než 500 tisíc hektolitrů piva ročně) a zaměstnával 420 lidí.

## Pivovar Topvar a Šariš sloučení
Od 1. ledna 2007 je Pivovar Šariš součástí pivovarnické společnosti Pivovary Topvar, jež vznikla sloučením společností Pivovar Šariš, a. s. a Topvar, a. s. a vlastní ji druhá největší pivovarnická společnost na světě, jihoafrický SABMiller (společnost vlastní Pivovar Šariš již od roku 1997). Koncem roku 2009 vedení společnosti oznámilo ukončení výroby piva Topvar v Topol'čanech a přesunutí do pivovaru Šariš.

## Výrobky
- 10% světlé
- 11% světlé
- 11% tmavé
- 11% sudové
- 12% světlé
- 14% Patriot  (už se nevyrábí)[5]
- 8% DIA pivo Samaritán (už se nevyrábí)[5]
- nealkoholické pivo
- lehké světlé pivo
- nealkoholický nápoj Topvarkofa